# 莫尼達 (蒙大拿州)
莫尼達（英語：Monida）是位於美國蒙大拿州比弗黑德縣的非建制地區。

## 歷史
莫尼達的郵局自1891年營運至今。

## 地理
莫尼達所處的海拔為高於海平面2069米（即6788英呎），而該地所採用的時區為UTC-6，即北美山地時區（MST）。同時該地設有夏令時間，為UTC-7調快一小時，即UTC-6（MDT）。